# Haplochernes madagascariensis
Espèce
Haplochernes madagascariensis est une espèce de pseudoscorpions de la famille des Chernetidae.

## Distribution
Cette espèce est endémique de Madagascar.

## Étymologie
Son nom d'espèce, composé de madagascar et du suffixe latin -ensis, « qui vit dans, qui habite », lui a été donné en référence au lieu de sa découverte, Madagascar.

## Publication originale
- Beier, 1932 : Pseudoscorpionidea II. Subord. C. Cheliferinea. Tierreich, vol. 58, p. 1-294.